# Cisy (województwo warmińsko-mazurskie)
Cisy (niem. Cziessen, 1908-1945 Seeheim) – wieś w Polsce położona w województwie warmińsko-mazurskim, w powiecie ełckim, w gminie Prostki. W latach 1975–1998 miejscowość administracyjnie należała do województwa suwalskiego.
Wieś jest siedzibą sołectwa.

## Historia
Wieś wzmiankowana w 1539 roku, gdy pod nazwą Placht pojawia się w spisie podatkowym. Najprawdopodobniej wieś została założona jeszcze przez Zakon Krzyżacki na 5 łanach na prawie magdeburskim przez niejakiego Płachtę ze wsi Krzywe. Pierwsza nazwa i jej późniejsze wariacje wywodziły się właśnie od owego Płachty. Wieś zapisywano w pierwszej połowie XVI wieku jako Plachten; w 1555 roku jako Sczyssen, a w 1579 roku Zissowie. Od XVII wieku występowała pod nazwą Cieschen. Wieś należała do parafii ewangelickiej w Pisanicy.
W 1970 roku miejscowość wymieniana w wykazie miejscowości powiatu ełckiego, jako wieś Cisy, gromada Wiśniowo Ełckie.
Liczba mieszkańców:
- 1857 r. – 47 osób
- 1933 r. – 30 osób
- 1939 r. – 32 osoby
- 1988 r. – 44 osoby